# دونا باربا هیگوئرا

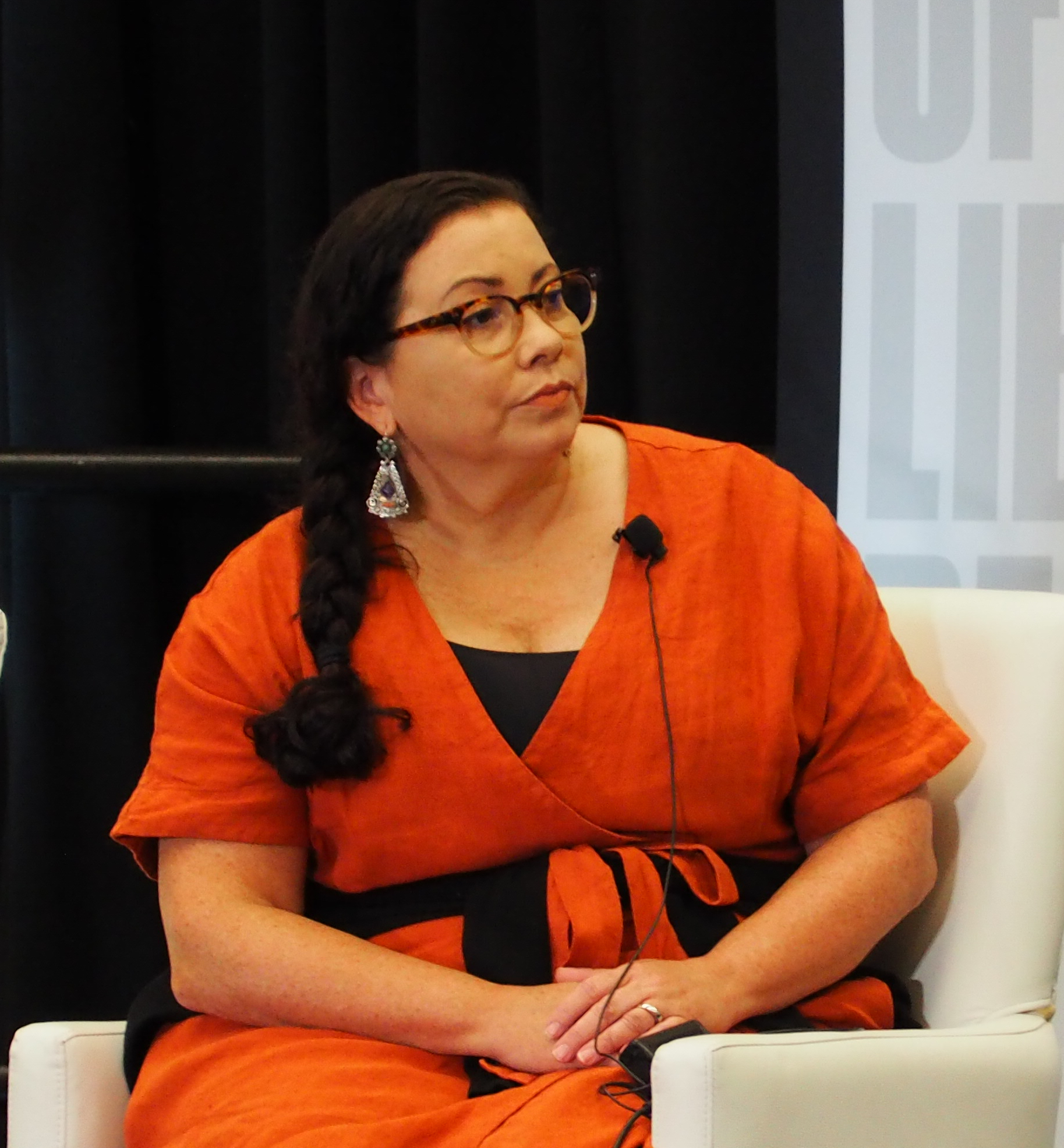
دونا باربا هیگوئرا، نویسندهٔ کتاب کودکان - ۲۰۲۲

دونا باربا هیگوئرا (انگلیسی: Donna Barba Higuera) نویسندهٔ آمریکایی کتاب کودکان است. اولین رمان او، ‌«لوپه ونگ نمی‌رقصد»، در سال ۲۰۲۱ بود. رمان درجه متوسط او، آخرین قصه‌گوی زمین، برندهٔ مدال نیوبری ۲۰۲۲ شد.